# Tommy Wargh
Tommy Wargh, född 19 december 1986 i Örnsköldsvik, är en svensk ishockeyspelare som spelar för Bodens HF i Hockeyettan.

## Spelarkarriär
Med Modo Hockey vann Wargh U16- och J20-guld. Under säsongen 2005/2006 gjorde Wargh sin Elitseriedebut och genomförde även en hel säsong med 40 grundseriematcher, under vilka han gjorde 12 poäng i, och fem slutspelsmatcher. Säsongen 2006/2007 förstördes delvis på grund av skador, vilket gjorde att Wargh endast spelade 14 Elitseriematcher men vann ändå SM-guld i slutet av säsongen. 
Efter fyra A-lagssäsonger i Modo skrev Wargh den 16 juli 2009 på för den ryska klubben Molot-Prikamie Perm i VHL, ligan under KHL. Med sina 22 poäng under grundserien var han lagets högst producerande back och kom på en åttondeplats i ligans poängliga bland backar. Under slutspelet klev Wargh fram och vann backarnas poängliga med 10 poäng på 11 matcher. Inför säsongen 2010/2011 skrev Wargh ett tvåårskontrakt med den nyblivna KHL-klubben HK Jugra Chanty-Mansijsk.
Den 17 november 2010, under sin andra säsong i Jugra, blev Wargh trejdad till Avtomobilist Jekaterinburg. Inför säsongen 2012-2013 blev Wargh överflyttad till VHL-laget Rubin Tiumen. Den 20 september 2013 flyttade Wargh över till Finland och skrev ett tryout-kontrakt med FM-ligalaget HIFK. Provspelet resulterade dock inte i någon kontraktsförlängning, och den 22 november 2013 återvände Wargh till Sverige då han skrev på för IF Björklöven i Hockeyallsvenskan.